# Trochosa impercussa
Trochosa impercussa là một loài nhện trong họ Lycosidae.
Loài này thuộc chi Trochosa. Trochosa impercussa được Carl Friedrich Roewer miêu tả năm 1955.